# Humiriastrum dentatum
Humiriastrum dentatum är en tvåhjärtbladig växtart som först beskrevs av Giovanni Casaretto, och fick sitt nu gällande namn av José Cuatrecasas. Humiriastrum dentatum ingår i släktet Humiriastrum och familjen Humiriaceae. Inga underarter finns listade i Catalogue of Life.